# Хрватско државно водство
Хрватско државно водство било је привремено управно тијело у Независној Држави Хрватској које је обављало дужности владе. Преузело је власт прије доласка поглавника Анте Павелића. На челу водства био је Славко Кватерник. Кватерник је именовао чланове хрватског државног врха. Предсједник привремене владе био је Миле Будак, остали чланови били су Мирко Пук (замјеник предсједника), Андрија Артуковић, Бранко Бензон, Јозо Думанџић, Младен Лорковић, Исмет Муфтић, Марко Вершић, Ђуро Вранешић и Милован Жанић. По доласку Анте Павелића у Загреб, 15. априла 1941. године, дошло је до службеног формирања Владе Независне Државе Хрватске.